# ميخائيل دايموند
ميخائيل دايموند (بالإنجليزية: Michael Diamond) هو لاعب رماية أسترالي، ولد في 20 مايو 1972 في غولبرن في أستراليا.

## وصلات خارجية
- ميخائيل دايموند على موقع الاتحاد الدولي (الإنجليزية)
- ميخائيل دايموند على موقع اللجنة الأولمبية الدولية (الإنجليزية)
- ميخائيل دايموند على موقع أوليمبيديا (الإنجليزية)
- ميخائيل دايموند على موقع اللجنة الأولمبية الأسترالية (الإنجليزية)
- ميخائيل دايموند على موقع اتحاد ألعاب الكومنولث (مؤرشف) (الإنجليزية)
- ميخائيل دايموند على موقع اتحاد ألعاب الكومنولث (مؤرشف) (الإنجليزية)
- ميخائيل دايموند على موقع دورة ألعاب الكومنولث 2006 (مؤرشف) (الإنجليزية)